# Bern, Kansas
Bern är en ort i Nemaha County i Kansas. Orten har fått sitt namn efter Bern i Schweiz. Vid 2010 års folkräkning hade Bern 166 invånare.